# Stanovništvo Trinidada i Tobaga
Trinidad i Tobago prema podacima sa zadnjeg popisa stanovništva iz 2011. godine ima 1.328.019 stanovnika što je za 5,2% više u odnosu na 2000. kada je ukupan broj stanovnika Trinidada i Tobaga iznosio 1.262.366 stanovnika. Prosječna gustoća stanovništva iznosi 254,4 stanovnika po km2.
Brz rast stanovništva nakon 1950. (1946. – 563.222 stanovnika) usporen je nakon 1990. zbog smanjenja nataliteta, a djelomično i zbog iseljavanja. Ipak, država ima konstantan rast stanovništva od 1851. godine kad je Trinidad i Tobago imao 82.978 stanovnika. Iseljavanje je, kao i kod drugih karipskih država, tradicionalno visoko, a većina iseljenika odlazi u SAD, Kanadu i Ujedinjeno Kraljevstvo.
Indijci (37,6%) i Afrikanci (36,3%) su dvije najbrojnije etničke skupine. Indijci su potomci radnika iz Indije koji je za rad na plantažama dovela britanska kolonijalna uprava nakon ukinuća ropstva 1834. godine. Značajan broj stanovnika čine i mješanci (24,2%), a ostalo stanovništvo čine bijelci, Kinezi, Sirijci, Libanonci, Indijanci. Niti jedna od navedenih skupina pojedinačno ne čini više od 1% ukupnog stanovništva. Ostali i nepoznati čine 0,6% stanovništva.
Prema vjerskoj pripadnosti najviše je katolika (21,6%), zatim hinduista (18,2%), anglikanaca (5,7) i muslimana (5%). Nešto više od 11% stanovnika se nije izjasnilo o vjerskoj pripadnosti.
Oko 96% stanovnika živi na Trinidadu čiji je sjeverozapadni dio najnaseljenije područje države, posebice se to odnosi na obale uz zaljev Paria s oko 400 st./km2. Tobago je slabije naseljen i ima oko 180 st./km2. Naseljeniji je jugozapadni dio otoka koji je bliže Trinidadu. Glavni grad je Port of Spain s 37.074 stanovnika (2011.). Ostali veći gradovi su Chaguanas (85.516 st.), San Fernando (48.838 st.) i Arima (33.606 st.).